# Ett rop på frihet
Ett rop på frihet (engelska: Cry Freedom) är en brittisk dramafilm från 1987 i regi av Richard Attenborough. Filmens manus är baserat på två böcker skrivna av journalisten Donald Woods. I huvudrollerna ses Denzel Washington och Kevin Kline.

## Handling
Filmen utspelar sig 1977 handlar om den svarte ANC-aktivisten Steven Biko (Denzel Washington) och den vita journalisten Donald Woods (Kevin Kline) och hur de kämpar emot apartheidsystemet i Sydafrika.

## Rollista (i urval)
- Denzel Washington – Steve Biko
- Kevin Kline – Donald Woods
- Penelope Wilton – Wendy Woods
- Alec McCowen – brittisk överkommissarie
- Kevin McNally – Ken Robertson
- Ian Richardson – statsåklagaren
- John Thaw – Jimmy Kruger
- Timothy West – kapten De Wet
- Josette Simon – doktor Mamphela Ramphele
- John Hargreaves – Bruce Haigh
- Miles Anderson – Lemick
- Zakes Mokae – fader Kani
- John Matshikiza – Mapetla